# Kiichirō Toyoda
Kiichirō Toyoda (豊田 喜一郎?, Toyoda Kiichirō; Shizuoka, 11 giugno 1894 – Toyota, 27 marzo 1952) è stato un imprenditore giapponese.

## Biografia
Nato nel 1894, Kiichirō è figlio di Sakichi Toyoda, fondatore della Toyota Industries e considerato il padre della rivoluzione industriale giapponese. Fu il propugnatore della suddivisione dell'azienda originale in diversi settori, tra cui quello automobilistico, con la fondazione dell'odierna Toyota.

## Riconoscimenti
La sede della Toyota Motor Italia è sita in Roma, in via Kiichiro Toyoda 2.